# Kolarstwo na Letnich Igrzyskach Olimpijskich 2020 – freestyle BMX mężczyzn
Zawody we freestyle mężczyzn podczas Letnich Igrzyskach Olimpijskich 2020 zostały rozegrane w dniach 31 lipca – 1 sierpnia w Ariake Urban Sports Park.

## Format
Zawody były rozgrywane w dwóch rundach (eliminacyjnej i finałowej). W każdej rundzie zawodnicy wykonywali dwa przejazdy. Każdy przejazad trwał 60 sekund. Pięciu sędziów przyznaje punkty od 0,00 do 99,99 w oparciu o trudność i wykonanie przejazdu zawodnika. Wyniki w rundzie eliminacyjnej z obu przejazdów były uśredniane w celu ustalenia ostatecznej oceny. Runda eliminacyjna służyła do określenia kolejności startowej zawodników w finale. W rundzie finałowej liczył się tylko lepszy wynik z dwóch przejazdów.

## Terminarz
Wszystkie godziny są podane w czasie tokijskim (UTC+09:00).
| Data            | Godzina |            |
| --------------- | ------- | ---------- |
| 31 lipca 2021   | 11:20   | Eliminacje |
| 1 sierpnia 2021 | 11:20   | Finał      |

## Wyniki

### Eliminacje
| Pozycja | Zawodnik         | Przejazd 1 | Przejazd 2 | Średnia | Uwagi |
| ------- | ---------------- | ---------- | ---------- | ------- | ----- |
| 1.      | Logan Martin     | 91,90      | 90,04      | 90,97   |       |
| 2.      | Rim Nakamura     | 86,20      | 89,14      | 87,67   |       |
| 3.      | Daniel Dhers     | 84,20      | 86,00      | 85,10   |       |
| 4.      | Anthony Jeanjean | 83,00      | 86,30      | 84,65   |       |
| 5.      | Iriek Rizajew    | 81,20      | 81,30      | 81,25   |       |
| 6.      | Kenneth Tencio   | 75,20      | 84,40      | 79,80   |       |
| 7.      | Declan Brooks    | 74,30      | 79,20      | 76,75   |       |
| 8.      | Justin Dowell    | 69,80      | 80,60      | 75,20   |       |
| 9.      | Nick Bruce       | 6,60       | 1,00       | 3,80    |       |

### Finał
| Pozycja | Zawodnik         | Przejazd 1 | Przejazd 2 | Wynik |
| ------- | ---------------- | ---------- | ---------- | ----- |
| złoto   | Logan Martin     | 93,30      | 41,40      | 91,30 |
| srebro  | Daniel Dhers     | 90,10      | 92,05      | 92,05 |
| brąz    | Declan Brooks    | 89,40      | 90,80      | 90,80 |
| 4.      | Kenneth Tencio   | 84,20      | 90,50      | 90,50 |
| 5.      | Rim Nakamura     | 72,20      | 85,10      | 85,10 |
| 6.      | Iriek Rizajew    | 36,60      | 82,40      | 82,40 |
| 7.      | Anthony Jeanjean | 78,20      | 51,20      | 78,20 |
| 8.      | Justin Dowell    | 44,60      | 31,60      | 44,60 |
| 9.      | Nick Bruce       | 24,60      | DNS        | 24,60 |